# Hypsugo vordermanni
Hypsugo vordermanni es una especie de murciélago de la familia Vespertilionidae.

## Distribución geográfica
Se encuentra en Malasia, Indonesia y Brunéi.